# Tesheba

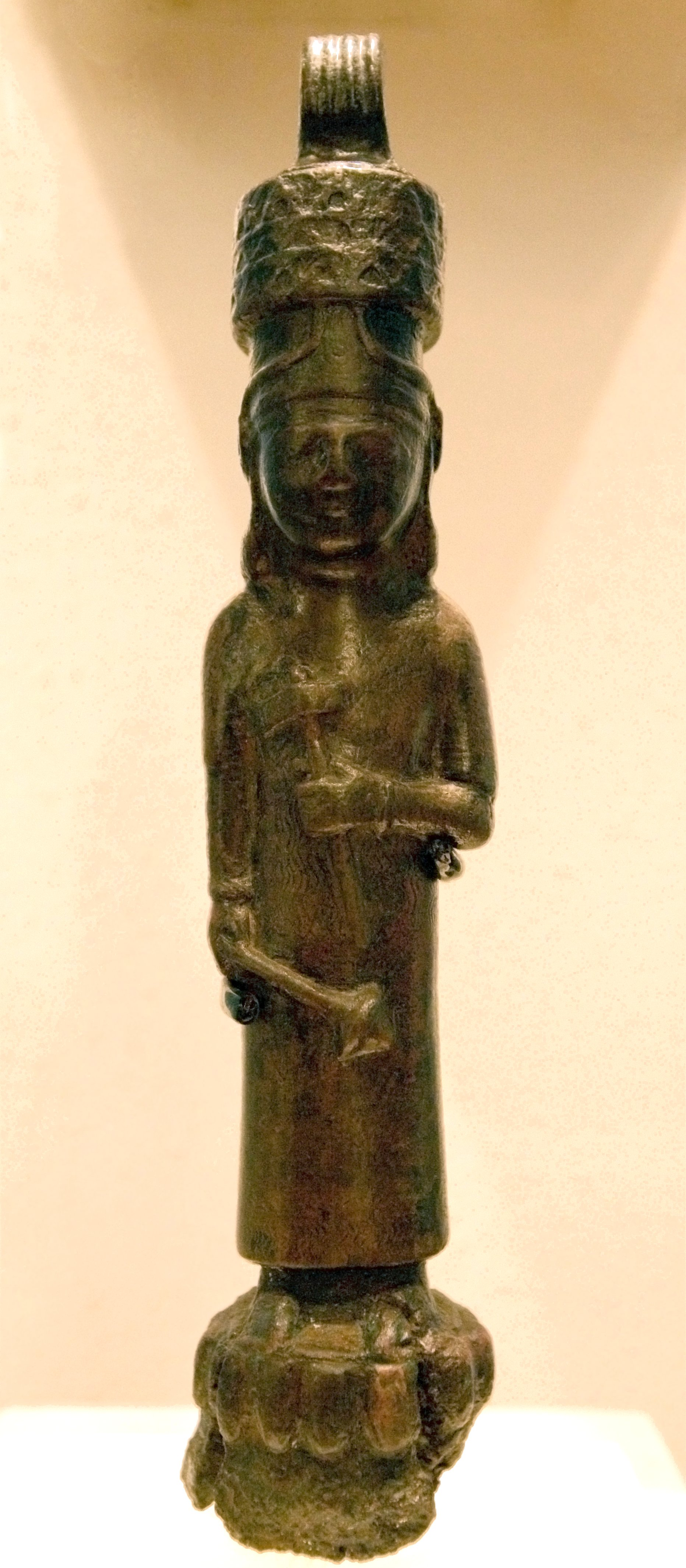
Guden Tesheba

Tesheba, alternativt Teisheba, var en urarteisk vädergud i det urarteiska riket cirka 1200-600 f. Kr. Han var den näst främste guden efter Haldi. Han avblidas stående på en tjur med blixtar i händerna. Gudinnan Huba, alternativt Khuba, var hans hustru. Den assyriska motsvarigheten till Tesheba var guden Adad och den hurriska Teshub. Mycket lite, utöver namnen, är känt om urarteiska gudarna.